# Osphryon forbesi
Osphryon forbesi är en skalbaggsart som beskrevs av Charles Joseph Gahan 1894. Osphryon forbesi ingår i släktet Osphryon och familjen långhorningar. Inga underarter finns listade i Catalogue of Life.